# E・W・ホーナング
アーネスト・ウィリアム・ホーナング（英: E. W. Hornung、1866年6月7日	- 1921年3月22日）は、イギリスの小説家、詩人であり、19世紀後半のロンドンを舞台とする怪盗A・J・ラッフルズのシリーズ本を出したことで知られている。ホーナングはアッピンガム・スクールで教育を受けた。健康状態が悪かったために1883年12月に学校を離れ、シドニーに旅して2年間滞在した。このオーストラリアでの体験を元にして、まず短編小説、後に中長編小説の執筆を始めた。
1898年、『犯罪の鎖で』を著し、ラッフルズとその相棒のバニー・マンダースを導入した。その登場人物の造形は友人である作家オスカー・ワイルドやその同性の愛人で作家アルフレッド・ダグラスに一部が拠っており、またシャーロック・ホームズとワトソン博士の影響も受けている。ラッフルズの短編シリーズは1899年に一冊にまとめられて販売され、さらに2冊のラッフルズ短編集が続いた。その後小説も出したが、あまり受けはよくなかった。ホーナングはラッフルズのシリーズ以外にも多作な作家であり、1890年の『藪から現れた花嫁』から1914年の『犯罪博士』まで多くの著作を出版した。
第一次世界大戦のためにホーナングの創作活動が止まった。息子のオスカーが1915年7月の第二次イーペルの戦いで戦死した。ホーナングはまずイングランドで、その後フランスでYMCAの活動に加わり、食堂と図書館の運営を助けた。戦中に詩集2巻を出版し、戦後にさらに詩とフランスで過ごした時代の回想録『西部戦線のキャンプフォロワーの記録』を合わせた本を出した。ホーナングの壊れやすい体質は戦時の労働のストレスによって、さらに悪くなった。健康を快復するためにホーナングとその妻は1921年に南フランスを訪れた。その道中でインフルエンザに罹り、1921年3月22日に死んだ。54歳だった。
ホーナングの作品の多くがそれほど評価されていないが、ラッフルズのシリーズは人気を保ち続け、多くの映画やテレビ映画に翻案された。ホーナングのストーリーは犯罪よりも広い範囲のテーマを扱っている。科学と医学の発展、犯罪行為、階級と社会における女性による不平等な役割を検証した。その著作のかなりの部分を占めている2つの糸はオーストラリアとクリケットである。クリケットについてはホーナングが生涯愛好したものである。

## 伝記

### 初期の経歴: 1866年-1886年

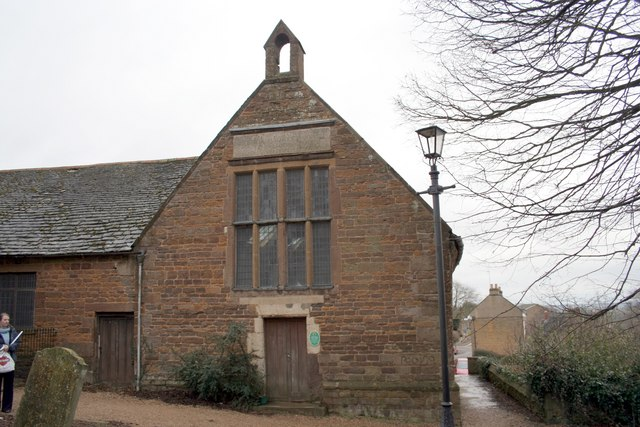
ラトランドのアッピンガム・スクール、ホーナングはこの学校在学中にクリケットを愛好するようになった

アーネスト・ウィリアム・ホーナングは1866年6月7日、イギリス、ミドルズブラ、マートンのクリーブランド・ビラで生まれた。幼いときからウィリーと呼ばれていた。父はジョン・ピーター・ホーナング（1821年-1886年）、母はハリエット（旧姓アームストロング、1824年-1896年）であり、その三男、8人兄弟の末っ子だった。父のジョンはハンガリーのトランシルヴァニア（現在はルーマニア）地方で、ジョン・ペトルス・ホーナングとして生まれ、ハンブルクの輸送会社で働いた後で、1840年代に石炭と鉄の商人としてイギリスに移って来ていた。ジョンとハリエットは1848年3月に結婚し、その時までに名前を英語化していた。ホーナングは13歳のときに、ダムフリースシャーのモファットにあるセントニニアンズ・プレパラトリースクールに入学し、その後の1880年にアッピンガム・スクールに入った。ホーナングは学校で好かれ、また終生愛好するクリケットと出逢ったが、その技巧については限界があった。さらに視力が悪く、喘息もあったので、うまくはならなかった。ホーナングの伝記作家ピーター・ローランドに拠れば、全体に病弱な状態が続いていた。
ホーナングが17歳の時に健康が悪化し、アッピンガムを離れてオーストラリアに旅した。家族はそこの気候がホーナングの健康に良いことを期待していた。ホーナングはオーストラリアのニューサウスウェールズ州南西部、リバリーナのモスジールで、パーソンズ家の家庭教師に雇われた。ここで教えることに加えて、奥地の羊小屋で働き、週刊誌「ザ・ブレティン」に記事を寄せてもいた。この頃最初の小説となるものを書き始めていた。オーストラリアでは僅か2年間を過ごしただけだが、ローランドに拠れば、その経験は「彼の人格を形成し、...作家としての経歴を始めさせる」ことになった。別の伝記作家マーク・バレンタインはホーナングが「その人生の中でも最大級に満足できる時代だと見なしていたと思われる」と記している。

### イングランドへの帰還: 1886年–1898年

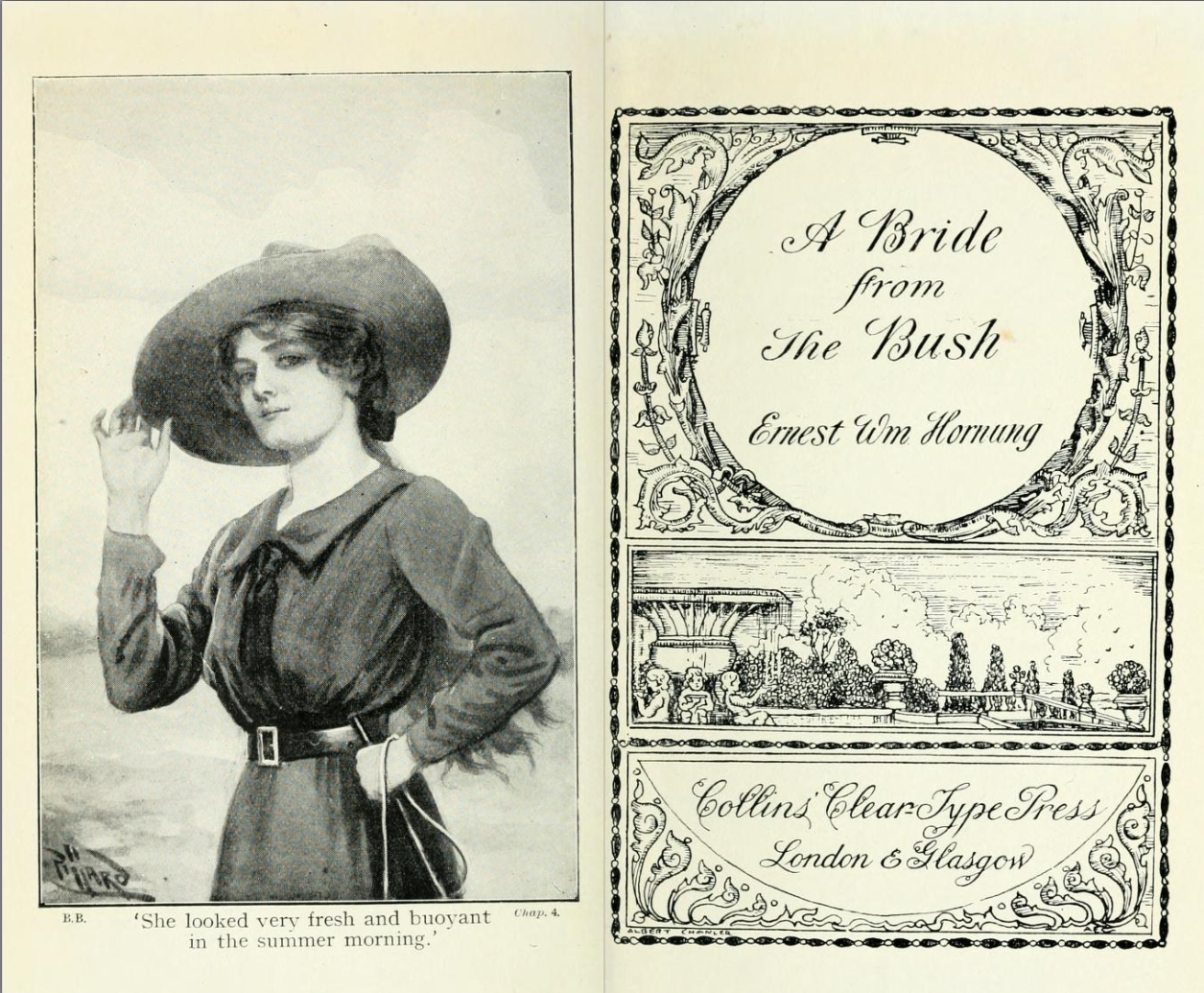
『藪から現れた花嫁』、ホーナングの処女作、作法に関する上品なコメディ

ホーナングは1886年2月にイングランドに戻り、その年の11月に父が死んだ。父の石炭と鉄の事業は比較的繁盛していたが、困難な時代を経て、その死の時までに財政的に厳しい状況になっていた。ホーナングはロンドンでジャーナリストおよび物語作家としての仕事を見つけ、筆名で作品を出版することが多かった。ただし、1887年に自分の名前で最初の作品である『5のストローク』を雑誌「ベルグラビア」に投稿した。ホーナングがジャーナリストとして働いたのは、切り裂きジャックや連続5件の殺人が起きた時代であり、ロンドンで都市型犯罪が増加していた背景に対して出てきたものだった。ホーナングが犯罪の挙動に興味を広げたのはこの頃だった。
1890年7月から11月、ホーナングはオーストラリアから持って帰った小説の原稿に手を入れ、『藪から現れた花嫁』を雑誌「コーンヒル・マガジン」に5章で掲載した。この作品は同年、初めての単行本としても出版された。ローランドが「毅然として上品なコメディ」と表現したこの小説は、オーストラリアに関する知識を背景に使い、オーストラリアの花嫁がイギリスの社交的振る舞いを検査する工夫がなされていた。この小説は批評家から良く受け入れられた。1891年、ホーナングはクリケットクラブのアイドラーズのメンバーになった。そのメンバーにはアーサー・コナン・ドイル、ロバート・バー、ジェローム・K・ジェロームが入っており、ストランドのクラブだった。
ホーナングはドイルの妹であるコンスタンス・"コニー"・エメー・モニカ・ドイル（1868年-1924年）とポルトガルを旅したときに出逢っており、知り合いになっていた。コニーについては、ドイルの伝記作者アンドリュー・ライセットが「ラファエロ前派の概観...ドイルの娘たちの中で最も求められた人」と魅力的な存在だったと述べている。1892年12月、ホーナング、ドイル、ジェロームがスコットランドヤードの「黒の博物館」を訪れたときまでに、ホーナングとコニーが婚約していた。1893年、ホーナングは2作目の小説『ちっぽけなラットレル』を「C.A.M.D に」献呈した。二人は1893年9月に結婚したが、ドイルは結婚式に出席せず、ホーナングとドイルの関係はこじれることがあった。1895年、ホーナング夫妻には一人息子のアーサー・オスカーが生まれた。そのファーストネームはドイルから採っており、ドールはアーサーの名付け親になった。ミドルネームはおそらくドイルとホーナング双方の友人であるオスカー・ワイルドから採られており、通常呼びかけに使われたのはこのミドルネームの方だった。1894年、ドイルとホーナングは、摂政皇太子（ジョージ4世）時代のボクシングを主題に、俳優ヘンリー・アーヴィングのための戯曲作りを始めた、ドイルは当初熱心であり、手付金としてホーナングに50ポンドを払ったが、第一幕が書かれた後に身を退き、この作品が完成されることは無かった。
ホーナングの2作目『ちっぽけなラットレル』は第1作目と同様にオーストラリアを背景にしており、やはりオーストラリアの女性が文化的に異なる環境にあるという設定を使った。オーストラリア人というテーマはその後の4作品『タルーンバのボス』（1894年）、『招かれざる客』（1894年）、『イラリーの犯罪者』（1896年）、『悪漢の3月』（1896年）にも共通している。その中の4作目でオーストラリアの囚人輸送システムについて書き、犯罪挙動の背後にある動機に魅力を感じるようになった証拠を示し、事件の犠牲者として犯罪の英雄に対する念入りな同調心を見せていた。一方『イラリーの犯罪者』はオックスフォードで教育を受けたオーストラリア人怪盗、スティンガリーという人物を導入し、ホーナングの伝記作者スティーブン・ナイトに拠れば、肯定的な犯罪の人物に「伝統的な反応への疑いを投げて」いる。

### ラッフルズの導入: 1898年–1914年

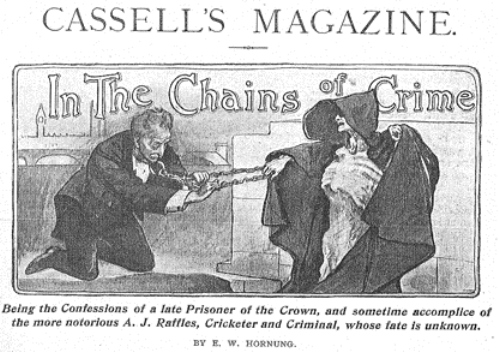
ラッフルズのシリーズで最初の話、雑誌「カッセルズ・マガジン」1898年6月号に載った

1898年、ホーナングの母が72歳で死に、ホーナングは『見知らぬ誰か』と題する短編シリーズを母の記憶に捧げた。その年後半、ホーナングとその妻が6か月間イタリアを訪れ、ポシリポに滞在した、その場所に関しては「コーンヒル・マガジン」1899年5月号の記事に出て来る。ホーナング夫妻は1899年初期にロンドンのウェストケンジントン、ピット通りの家に戻り、その後の6年間はそこに住んだ。
小説の登場人物スティンガリーは、1898年に「カッセルズ・マガジン」に掲載した6編の短編シリーズで使った人物A・J・ラッフルズのプロトタイプだった。この人物は、ケンブリッジで教育を受けた犯罪学者であり、クリケットでも才能があったジョージ・セシル・アイブスがモデルであり、ラッフルズと同様にメイフェアの紳士のみが入居できる住まい、オールバニの住人だった。このシリーズの第1話、『犯罪の鎖で』は同年6月に掲載され、『3月15日』と題されていた。このシリーズは1冊の単行本に纏められ、さらに2編も追加され、『素人の金庫破り』という表題となり、翌年に出版された。ホーナングはドイルのシャーロック・ホームズと同様な物語形式を使い、ラッフルズとその共犯者（学校時代の下働き）であるバニー・マンダースを、ホームズとワトソン博士の犯罪における対極に置いた。ただし、ローランドは、ラッフルズとマンダースが、ワイルドとボージー（アルフレッド・ダグラス）の小説化でもあると記している。またホーナングはこの本を義兄である「A.C.D.（ドイル）に。お追従の形で」献呈した。ドイルは物語を書くことに対する警告を行っており、その備忘録の中で「我々の言語で書かれたこれらよりも素晴らしい短編の例は少ないが、それらの提案するものにむしろ危険なものがあると考えると告白する。彼が紙の上にペンを置く以前に私は彼にそれを告げており、その結果が私を飽きさせることを恐れる。貴方は犯罪者を英雄にしてはならない」と回想していた。この本は人気を呼び、財政的な成功だったが、ドイルの恐れと同じことを言う批評家もいた。雑誌「スペクテーター」の書評家は、「厳格な道徳主義者ならば」この本の設定を「新しく、独創的で、技巧的だが、古いタイプの英雄に関わる粗野な原則の非難すべき適用、すなわちジャック・シェパードとディック・ターピンの崇拝だ」と考えることになると記していた。この本はマンダースが捕らわれ、ラッフルズが死んだと思われる形で終わるが、「スペクテーター」の書評家が「この大胆にも娯楽性のある本が安い形で出版されなかったことに満足感を表す。美徳に対する賛辞よりも、高度な技術の技を強調している」何かを残した。

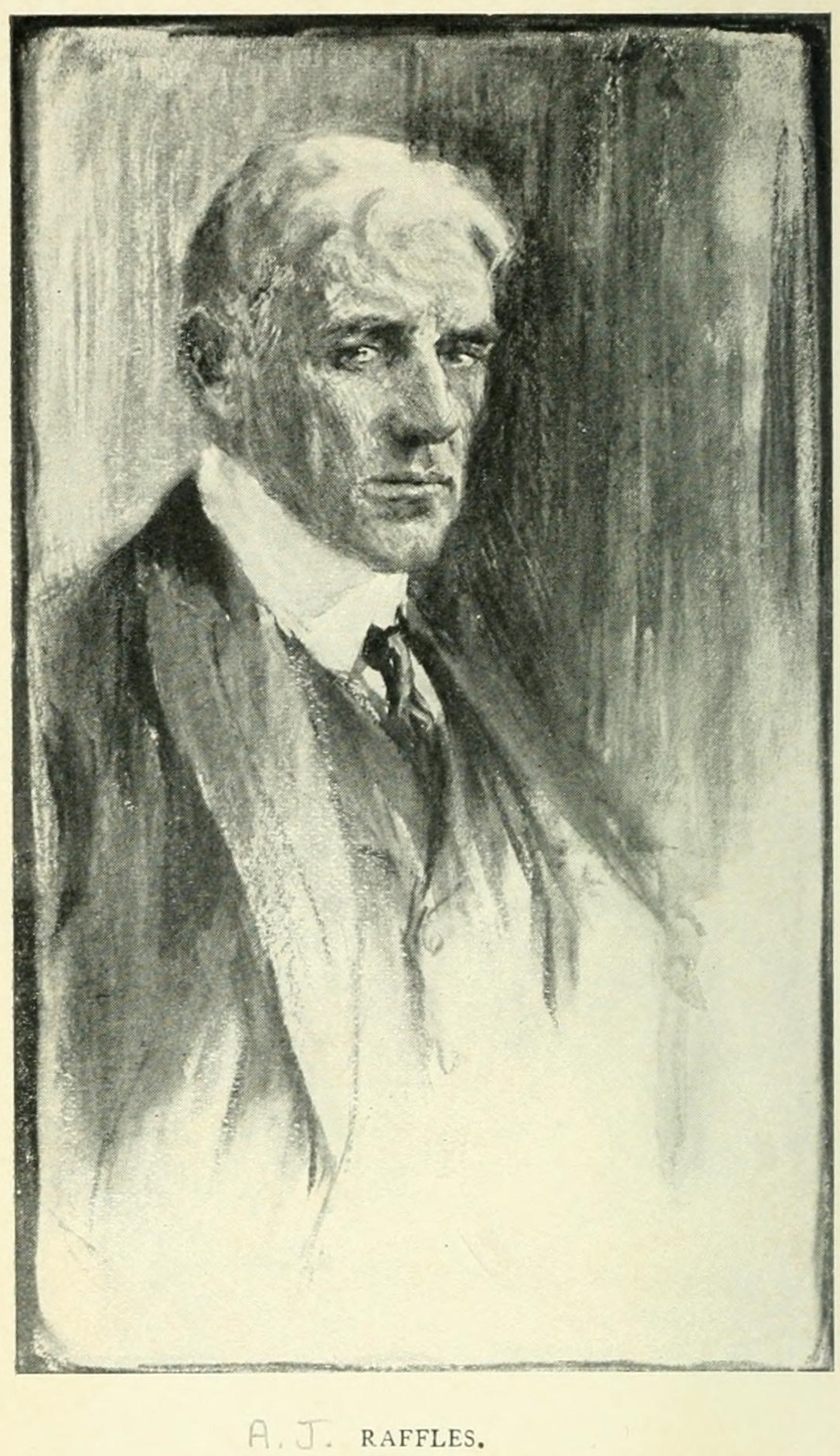
A・J・ラッフルズ、1898年に登場

1899年に『死人は話をしない』と1900年に『Peccavi』という2編の小説を発行した後、1901年にはラッフルズの2冊目の短編集『黒いマスク』を出版した。無一文に近いマンダースが年取った病人の看護師に応募するよう告げられ、その病人がラッフルズであることを明かす。マンダースはラッフルズのことを「20年も年取った。少なくとも50歳のはずだ。髪は白く、それについてトリックは無い。顔はさらに白い。目や口の縁にある皺は多く深い」と表現している。その短編集の最終話『神の膝』で、ラッフルズとマンダースは第二次ボーア戦争で戦うために軍隊に入る。マンダースが負傷し、ラッフルズが戦死して物語が終わる。批評家は再度犯罪の側面について苦情を言った。「スペクテーター」は「この種の本は犯罪をあまりに面白く魅力的な形で提示するので、道徳的にはなれない」と宣言し、「イラストレイテド・ロンドン・ニュース」の書評家はホーナングの「発明が明らかに注意を与えている。...強盗が古きイングランドの栄誉についてわめいているのを聞くのは著者が決して意図しなかったような意味で笑うべきである。『Peccavi』を書いた人がこれを止めるべきであるのは憐れむことである。」と考えた。
1903年、ホーナングはユージン・プレスブレイと共同で、4幕物の劇『ラッフルズ、素人金庫破り』を書いた。これはそれ以前に出版した短編の中で『紳士と祈る人』と『リターンマッチ』を元にしていた。この劇は最初に1903年10月27日からニューヨーク市のプリンセス劇場で公演された。ラッフルズの役はカール・ベルーが演じ、168回上演された。
1905年、それまでに他に4冊の本を出した後、『イラリーの犯罪者』の中で、以前に登場したスティンガリーを再度使った。同年後半、読者の要求に応えて、『夜の泥棒』という題で3冊目のラッフルズもの短編集を制作した。この中ではマンダースが自身およびラッフルズの以前の冒険について語っている。「ボストン・ヘラルド」の書評家は、「この小説の感傷的な面がそれまで劇的にまたロマンティックに見られたことがなかった」と考え、この本を「スリルがあり、興奮する」と評した。次の本は1909年になって出版されたラッフルズものとしては最後、長編の『ミスター・ジャスティス・ラッフルズ』だった。この本はあまり受け入れられず、「ジ・オブザーバー」の書評家は、「ホーナングがおそらくラッフルズにやや飽きてきた」かを問い、「それは魔法でもなく、最初の「ラッフルズ」の「流れ」でもない。それがあるかのような振りをするのは良くない」と述べていた。この時期にチャールズ・サンソムとの共同で戯曲『ラッフルズからの訪問』を書き、同年11月、ロンドンのブリクストン・エンプレス劇場で上演された。
ホーナングはその後ラッフルズから離れ、1911年2月には『カメラの悪魔』を出した。これはナレーターが喘息を患うクリケットの愛好家であり、鉄を扱う父がいることなど、ホーナングそのものであるスリラー小説だった。ストーリーは魂が人体を離れるときを写真に撮ろうという科学者に関するものだった。その後は、1912年に『人の父たち』、1913年に『1000番目の女性』が出され、さらに同年には8編の短編集『魔術の丘』を出版した。この短編集はユーボ・デラボイとナレーターのギロンを導入しており、ローランドは「ラッフルズとバニーの再生」だと考えた。次の作品、1914年の『犯罪博士』はフィクション創作の終わりを画すものとなった。

### 第一次世界大戦とその後
息子のオスカーが1914年にイートン・カレッジを退学し、同年後半にキングス・カレッジ (ケンブリッジ大学)に入学しようとしていた。イギリスがドイツとの戦争に突入した時、オスカーは従軍を志願し、エセックス連隊に配属された。オスカーは1915年7月6日の第二次イーペルの戦いで戦死した。満20歳だった.。ホーナングはこの喪失で心を砕かれたが、何か良いことがその中から起こって来ると断固信じており、『信頼される者と愛される者』と題するオスカーが家に送った手紙の集積を自ら編集し、1916年に出版した。この頃、飛行機に反対する団体に加入した。1916年あるいは1917年、YMCAに加わり、イングランドで出征する兵士のための仕事を志願した。1917年3月、フランスを訪れその後の経験について詩を書いた。試作はオスカーの死後に頻繁にするようになったものであり、同年後半には『ジョイ少尉のバラッド』と題する戦争詩集を出版した。
1917年7月、「タイムズ」に詩『木製の十字架』を掲載し、9月には『連帯と自由』を掲載した。同年末に向けて、「前線に近い後陣」であるYMCAの食堂と図書館でボランティアとして働くことを認められた。アラスの町で勤務していた時に、友人から職員用自動車を借りて、イーペルに近い息子の墓を訪れ、その後にアラスの図書館に戻った。ホーナングは軍隊の中での平和主義支持に関心を持ち、それについて妻に手紙を書いた。この件について妻がドイルに話したとき、ドイルはホーナングとそのことを議論するのではなく、軍当局に話した。ホーナングはドイルの行動を怒り、「自分の満足を除いて「おせっかいをする」必要はない」と告げた。その結果、この二人の関係がこじれた。ホーナングは図書館の仕事を続けていたが、ドイツの1918年3月の春季攻勢によってイギリスの陣地が奪われ、ホーナングは先ずアミアンへ、さらに4月にはイングランドへの退却を強いられた。同年11月までイングランドに留まっていたが、再度YMCAの任務に就き、ケルンで休憩小屋と図書館を設立した。1919年、フランスで過ごした時期の証言録『西部戦線のキャンプフォロワーの記録』を出版した。ドイルは後にこの本について、「その快活な書き方に素晴らしい部分がある」と記した。ホーナングの伝記作者アリソン・コックスはこの本を「戦争の前線で体験された最良級の記録」と表現した。同年、ホーナングは最後にして第3の詩集『若い衛兵』も出版した。

### 死と遺産
ホーナングはYMCAでの仕事を終えて、ローランドに拠ればおそらく1919年初期にイングランドに戻った。新しい小説に取り掛かったが、健康の悪化によって妨げられた。妻の健康状態も大きな心配事だったので、1921年2月、体力回復のために南フランスで休暇を取った。しかし行きの列車の中で悪寒が生じ、それがインフルエンザと肺炎になり、1921年3月22日に死んだ。満54歳だった。南フランスのサン＝ジャン＝ド＝リュズで埋葬された。その墓はギッシングの隣だった。ドイルはオーストラリアでの心霊主義講演旅行から戻って来ており、パリでその訃報を聞いて直ぐに南に移動し、葬儀に間に合った。
ホーナングがドイルの妹とまだ交際中だったとき、ドイルは「私は若いウィリー・ホーナングが大変好きだ...彼は私が知っている中でも最も甘い性質で最もデリケートな心を持った男だ」と記していた。ホーナングの死後にその栄誉を称え、「学識は無いが素敵な機知のある[サミュエル・]ジョンソン博士だ。だれも巧妙なこととは言えない。その著作はそれなりに良いが、人の力を適切に表現してはおらず、彼の脳の素早さを表現してもいない」と記した。「タイムズ」の死亡記事担当記者は「大きく寛大な性質の人、楽しい仲間と話し上手」と表現した。

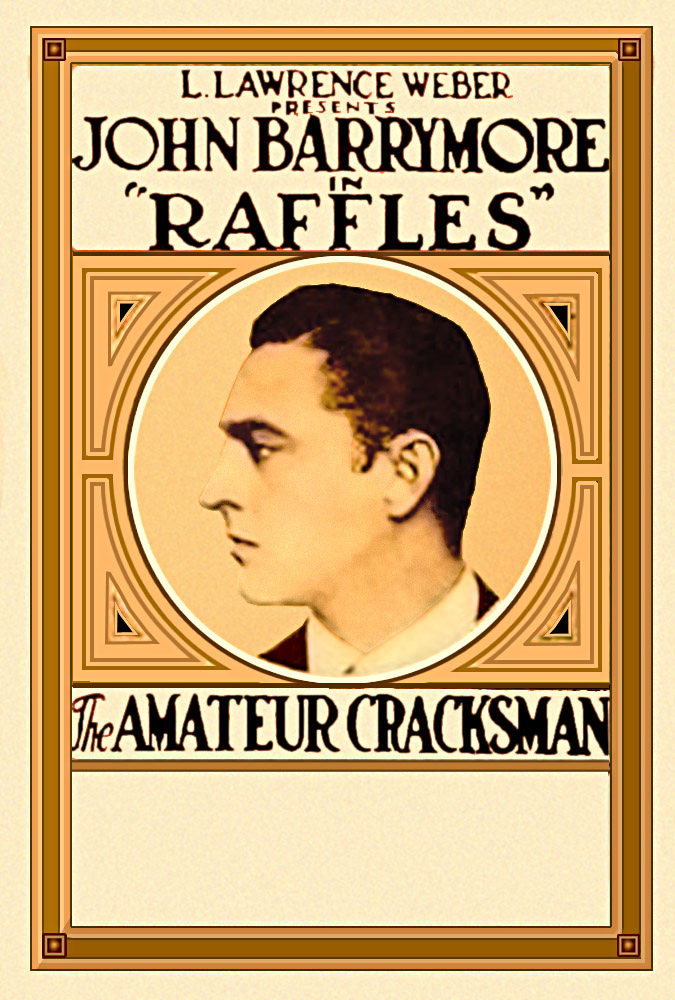
Poster for the 1917年の映画『ラッフルズ、素人の金庫破り』』のポスター、横顔は主演のジョン・バリモア

時の経過とともにホーナングの作品の多くは人気を失くしていった。ローランドは「ホーナングの作品の全てが忘れられていったが、「スティンガリー」だけが例外だった。クリケットを愛好する金庫破りは魅力的であり続けている」と述べた。犯罪者を肯定的な性格として描く考え方はホーナングの遺産の1つであり、「トウェンティース・センチュリー・リテラリー・クリティシズム」は「批評家たちは、現代の犯罪小説でアンチヒーローのプロトタイプとしてラッフルズを解釈してもきた」と述べている。学者のフランク・ワドリー・チャンドラーはラッフルズの死について触れ、「彼の創作者が彼をアンチヒーローではなくヒーローとして描こうとした試みの全てが当然失敗した」と記している。マーク・バレンタインはストーリーの1側面に焦点を当て、ラッフルズによって表現された「悪ふざけと豪胆さ」の混合であるとし、この点でラッフルズは文学的に「ザ・セイントやジェームズ・ボンドなど無頓着な人物の前身」であるとしている。作家コリン・ワトソンはこれに同意し、ホーナングをイアン・フレミングの先駆者と呼んだ。
ラッフルズという造形は本の形で生き続けた。作家フィリップ・アトキーはバリー・ペローンという筆名で、ホーナングの遺産管理人からラッフルズの話を継続する許可を得て、1933年から1940年に7つの小説を書いた。ラッフルズは怪盗からタフな冒険者に変わっていた。ペローンは1950年にもそのシリーズを続け、1974年には『ラッフルズ再訪』と題する14編の作品集を出版した。ホーナングの最初の作品は多くの版を重ね、短編全作品が1冊の本で出版されたときに、グレアム・グリーンがそれを「素晴らしいアイデアだ」と見なした。1975年、グリーンはラッフルズの話に基づく戯曲『A・J・ラッフルズの帰還』を書いており、ロイヤル・シェイクスピア・カンパニーがデンホルム・エリオットをラッフルズ役に初演を行った。
ホーナングの存命中に制作されたラッフルズもの映画が数本あった。ホーナングの死後も映画化が続き、1925年の『ラッフルズ、素人金庫破り』はハウス・ピーターズ・シニア、1930年の『ラッフルズ』はロナルド・コールマン、1933年の『ラッフルズの帰還』はジョージ・バロー、1930年の『ラッフルズ』はデイビッド・ナイブンがそれぞれラッフルズの役を演じた。1939年の映画はサミュエル・ゴールドウイン・プロダクションズが1930年に制作した映画のリメイクだった。学者のビクター・E・ニューバーグはこの映画を登場人物の「最も記憶に残る造形」だと言った。
BBCラジオはホーナングのラッフルズものの幾つかをラジオドラマ化した。最初のものは1940年代であり、1990年代にはナイジェル・ヘーバースがラッフルズの役を演じた。1977年、アンソニー・バレンタインが怪盗役を、クリストファー・ストラウリが相棒を演じて、ヨークシャー・テレビのドラマが放映された。2001年のテレビドラマ『怪盗』も当世風に翻案したものであり、ヘイバースが主役を演じた。

## 作品

### スタイルとテクニック

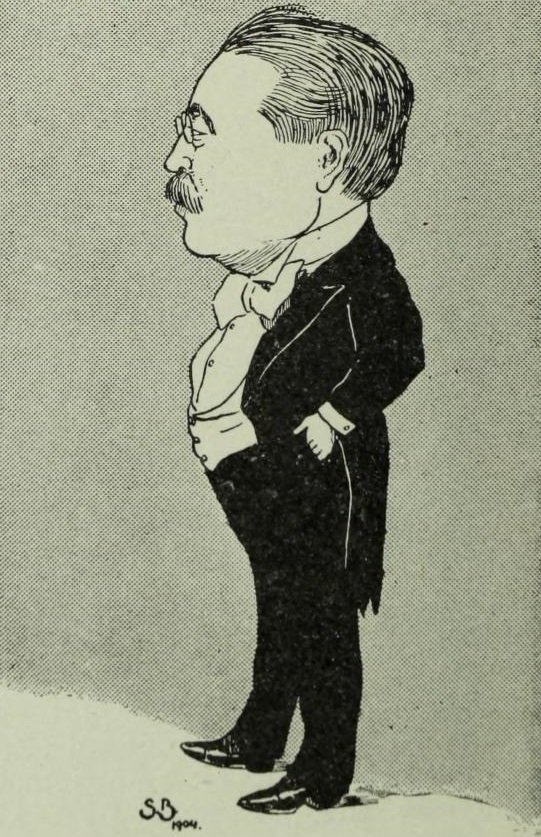
ホーナングを描いた漫画、スチュアート・ボイド画、1904年

ホーナングの文体は、その明快だがシンプルなスタイルで広く賞賛されている。オリバー・エドワーズは「タイムズ」の記事で、「ラッフルズものの本の最も魅力的でない部分であっても、シンプルで、平明で、気取っていない言葉遣いであり、それでそれぞれの本が書かれている。」と書いている。同じ「タイムズ」の死亡記事担当記者もこれに同意し、ホーナングは「良好で明白な叙述の力とミステリーと驚きの才能が」あるとも考えている。コリン・ワトソンもその点を検討しており、ホーナングの文体に「必要以上の説明が避けられ、行動の表現は当を得ている」と言っている。一方ドイルは「妥当な形容詞と妥当な句の突然な使用」を称賛している。作家でジャーナリストのジェレミー・ルイスは「鮮明さについてはきらびやかな、キプリングのような味わい」と見るものがある。
批評家は、ホーナングの物語と小説の構造が良くできていると主張した。ジョージ・オーウェルはホーナングが「大変誠実であり、そのレベルでは大変有能な作家だ。完全な効率を気にする人なら誰でも彼の作品を称賛しなければならない」と記した。ワトソンはホーナングの「文体にペースがある。物語がどんなに馬鹿げたものでも、読者を活発にする」と述べている。コックスに拠れば、ホーナングの経歴の間に「その作品は着実な成熟を示した」としており、その点ではドイルも同意しているが、エドワーズは同意せず、『犯罪博士』がホーナングとしては弱い方の本の1つであると考えている。
ホーナングが登場人物描く方法は当時の作家たちとは異なっていた。コックスは、ホーナングが「しばしば犯罪の全体像から書く事を選んだ」と述べており、ホーナングの小説の多くが筋書きの主要な要素として犯罪行動を含んでいるのに対し、「コンテンポラリー・オーサーズ」の批評家はその作品が「犯罪小説のジャンルには属さない」ホーナングの作品は「偽りの固有性、扮装、縁を切られた女性相続者のような」一般的創作の要素を含んでいると述べている。

### 主要テーマ
学者のニック・ランスはラッフルズものの3つの分類を同定している。「新しい女性の登場」ラッフルズはロマンスとの関わりを避けるか、その目的を達するために女性ののぼせ上がりを利用している。「財閥の登場」ラッフルズは上流階級と同じ程度の成金から盗みを働く。さらに「中流階級意識の感覚を再確認あるいは再構築する」ことを求めた物語、という分類だった。この3つ目の分類は社交界の一員ではなく、クリケットの能力とそれにともなう名声の故に受け入れられるラッフルズに基づいていた。この観点から、ラッフルズが金持ちから盗むことは、「ピューリタンの価値観のために後衛となる行動」であり、それは中流階級の価値観を作り上げるものと考えられる。ただしランスは、それらの価値観が階級間の境界を変えることによって曖昧になると言っている。ガリーピーは同じ指摘をしており、「ラッフルズの大胆な功績と空想を呼ぶ冒険は、世紀の変わり目においてヴィクトリア調の感受性に対して大きくなる反乱を象徴している」と考えている。

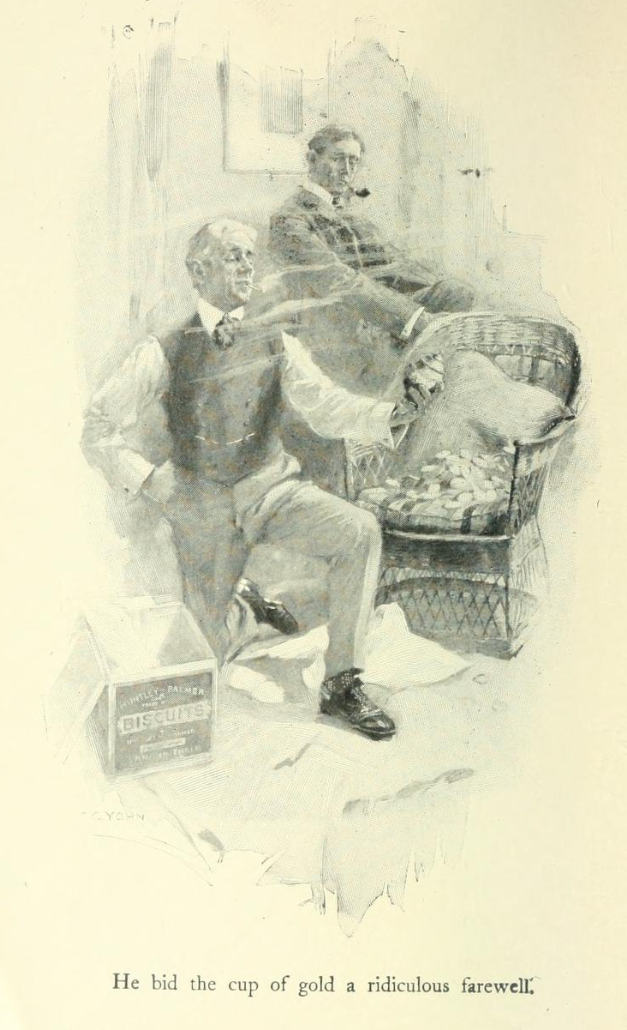
ラッフルズ、愛国的なムードにあり、ヴィクトリア女王の在位60周年の祝いに盗んだ金のカップを贈った

ホーナングは科学や医学の発展に遅れないようにしており、その物語に取り込むことに熱心だった。「コンテンポラリー・オーサーズ」の批評家はホーナングが「現代性に敏感であり、新しいアイデアに決定的な興味を持って」いたと述べている。『カメラの悪魔』ではカメラという現代技術を筋書きの中心となるものに使っている。一方『犯罪博士』の主人公は犯罪者を同定するために心理学を使っている。
ラッフルズの物語りを通じて、愛国心が断続的なテーマとして出て来る。作家のウィリアム・ビビアン・バトラーが「超愛国者」と言うほどである。短編『A Jubilee Present』の中で、ラッフルズはヴィクトリア女王の在位60周年を祝い、大英博物館から金の杯を盗み、それを女王に贈って、マンダースには「世界でも絶対的に素晴らしい君主によって、60年間を我々は支配されてきた。」と告げていた。『神の膝』では、ラッフルズは第二次ボーア戦争での従軍を志願し、名前と髪の色を変えている。マンダースには、「母国のために染める」用意があると冗談を言っている。後にはスパイの正体を暴くために、上官に自分の正体を告白している。
『縄の影』、『英雄無し』、『1000番目の女性』などホーナングの小説の幾つかは、「現代的で好ましい描き方で女性を表現している」ことで特徴がある。「コンテンポラリー・オーサーズ」の批評に拠れば、社会における女性の不平等な地位への関心を示している。コックスは多くの作品を通じて罪悪感というテーマを挙げている。『Peccavi』では牧師が以前の犯罪を償おうとしながらその生を生きている。『縄の影』では、ある女性が夫の殺人を告発する。『1000番目の女性』では、ある女性が、愛人が殺人で告発された後で、その傍に生きている。
ホーナングのオーストラリアでの経験は短かったが。1899年に出版された『藪から現れた花嫁』から、死後に出版された『年取った違反者と幾つかの古いスコア』まで、文学作品の多くに影響を残している。チャンドラーに拠れば、「ホーナングの著書の3分の2近くが、何らかの程度でオーストラリアでの出来事と経験に言及しており、「ラッフルズまでも」オーストラリアでその犯罪経歴を始めている。ホーナングの作品の幾つか、『藪から現れた花嫁』などは、オーストラリアの環境を詳述する正確さを称賛されている。ただし、『悪漢の3月』のように詳細がストーリー展開を圧倒している場合もある。
クリケットはホーナングの終生愛好したものの1つであり、1907年にメリルボン・クリケット・クラブの会員になれたことを喜んだ。このスポーツはその作品にも生かされており、ラッフルズはジェントルメン・オブ・イングランドでプレイする。ランスは、ラッフルズが法を破ることとクリケットを比較して「犯罪はもう1つより良いスポーツであると認められる」と述べている。
ラッフルズはゲームを時として軽く見ており、「ジェントルメン・アンド・プレイアーズ」に属するマンダースに、「貴方が人のスプーンを望むときに、その三柱門を取る満足感はどこにあるのだ？」とコメントしている。バレンタインもその点を検討し、ラッフルズがクリケットを「私の性癖について人に与える栄光ある保護だ」と褒めていることを挙げて、犯罪行動の前線にあると見ている。
ワトソンはラッフルズの行動をスポーツマンであるということの幅広い流れの中で検証し、その行動は「なしたものと、なされなかったものの」道徳規律の中にあると見ている。オーウェルはその随筆『ラッフルズとブランディッシュ嬢』の中で、ラッフルズが自責の念を感じたときに、「ほとんど純粋に社会的である。「古い学校」を不名誉に感じており、「礼儀正しい社会」に入る権利を失い、そのアマチュアの状態を放棄して下劣な男になった」と述べている。

## 原註と脚注

### 原註
1. ↑  ジョン・ピーター・ホーナングはストックトンのスウェーデン、デンマーク、ノルウェー副領事としても務めていた[3]
2. ↑  ホーナングの時代のアッピンガムは、校長エドワード・スリングの後年にあたる。ホーナングはスリングを称賛する者であり、「19世紀で最大級に偉大な校長」だと言っていた[6]
3. ↑  その日付などホーナングの行動に関する詳細は不詳である。その伝記作者アリソン・コックスは「ホーナングに関する当時の資料がほとんどない」とこぼしている[10]。ローランド1999年にホーナングの伝記を書いたとき、資料が限られていたので彼のことを「本当にミステリーの男」と呼んだ。イギリスの「全国の伝記の事典」にはホーナングが入っておらず、1993年になって補遺の「不明の人物」に初めて含まれた、と指摘している[20]
4. ↑  ローランドは、その名前がワイルドからとられたという証拠は無いが、「そのような仮定に関する状況証拠は非常に強いので、無視することは不可能である」と言っている[25]
5. ↑  ホーナングの伝記作者スティーブン・ナイトは、2つの小説の筋が「オーストラリアの女性がイングランドに旅して、その直接的な活力がイギリス社会の偽善に曝される」ことで共通していると記している[9]
6. ↑  ポシリポはオスカー・ワイルドとその愛人アルフレッド・ダグラスが1897年に共同生活を送った場所でもあった[30]
7. ↑  『素人の金庫破り』に収められた8編は、『3月15日』、『コスチューム・ピース』、『紳士と祈る人』、『Le Premier Pas』、『故意の殺人』、『法の9つのポイント』、『リターンマッチ』、『皇帝の贈り物』である[35]
8. ↑  ドイルはこの献呈で特に追従を受けたのではなく、その後の版では消えた[38]
9. ↑  『Peccavi』は若い時に罪を犯した牧師に関するものである。この題はラテン語で「私は罪を犯した」という意味である[42]
10. ↑  『黒いマスク』は後に『ラッフルズ: 素人金庫破りのさらなる冒険』と改題して再版された[36]
11. ↑  ローランドは、この作品にホーナングがどれだけ貢献したか疑問を投げかけている。「この仕事に対する彼の貢献は最少である」と見ると記した[47]
12. ↑  この劇は1906年にロンドンに移され、主役はジェラルド・デュ・モーリエが演じた[48]
13. ↑  『大きくとも』（1902年）、『縄の影』（1902年）、『デニス・デント」（1903年）、『英雄無し』（1903年）[14]
14. ↑  1908年、ホーナングは戯曲『スティンガリー』を書き、同年2月、ロンドンのクイーンズ劇場で初演された[14]
15. ↑  『木製の十字架』と題する詩集を1918年に出版した[60]
16. ↑  その原稿は残っていない[68]
17. ↑  ペローンの作品は以下の通りである: 『夕暮れ後のラッフルズ』（1933年）、『追跡されるラッフルズ』（1934年）、『宣告を受けたラッフルズ』（1936年）、『彼女はラッフルズと結婚した』（1936年）、『ジブラルタルのラッフルズの犯罪』（1937年）、『ラッフルズ対セクストン・ブレイク』（1937年）、『A.R.P. ミステリー』（1939年）、『ラッフルズとキーマン』（1940年）[76][78]
18. ↑  1905年の『ラッフルズ、素人金庫破り』、カール・ベルーが部隊で演じた役を映画でも演じた[48]。同年に同じ題で2本目の映画が封切られたこともあり、J・バーニー・シェリーが主役を演じた[81]。1917年の『ラッフルズ、素人金庫破り』ではジョン・バリモアが主役になった[82]。ホーナングが死んだ1921年には『ミスター・ジャスティス・ラッフルズ』でジェラルド・エイムズがラッフルズを演じた[83][84]
19. ↑  ランスは例として、『コスチューム・ピース』のリューベン・ローゼンタール、『故意の殺人』アンガス・ベアード、『ミスター・ジャスティス・ラッフルズ』のダン・リーバイといった登場人物を挙げている[101]
20. ↑  染める(dye)に死ぬ(die)を掛けている